# Charrosis
Charrosis es un cortometraje escrito, producido y dirigido por Gabriel Velázquez y protagonizado por Javier Aller.

## Sinopsis
En 1755 un terremoto se extendió hasta Salamanca. Creyendo que es el fin del mundo los salmantinos se refugiaron en la Catedral. Desde entonces cada víspera de los Santos un hombre sube hasta su pináculo. En plena era espacial la tradición sigue viva, pero algunas cosas han empezado a cambiar.